# Sobreiró de Baixo
Sobreiró de Baixo é uma povoação portuguesa do Município de Vinhais que foi sede da extinta Freguesia de Sobreiró de Baixo, freguesia que tinha 18,68 km² de área e 307 habitantes (2011), e, por isso, uma densidade populacional de 16,4 hab/km².
A Freguesia de Sobreiró de Baixo foi extinta a partir de 29 de Setembro de 2014, tendo o seu território passado a fazer parte integrante da então criada União de Freguesias de Sobreiró de Baixo e Alvaredos.

## População
| População da freguesia de Sobreiro de Baixo | População da freguesia de Sobreiro de Baixo | População da freguesia de Sobreiro de Baixo | População da freguesia de Sobreiro de Baixo | População da freguesia de Sobreiro de Baixo | População da freguesia de Sobreiro de Baixo | População da freguesia de Sobreiro de Baixo | População da freguesia de Sobreiro de Baixo | População da freguesia de Sobreiro de Baixo | População da freguesia de Sobreiro de Baixo | População da freguesia de Sobreiro de Baixo | População da freguesia de Sobreiro de Baixo | População da freguesia de Sobreiro de Baixo | População da freguesia de Sobreiro de Baixo | População da freguesia de Sobreiro de Baixo |
| ------------------------------------------- | ------------------------------------------- | ------------------------------------------- | ------------------------------------------- | ------------------------------------------- | ------------------------------------------- | ------------------------------------------- | ------------------------------------------- | ------------------------------------------- | ------------------------------------------- | ------------------------------------------- | ------------------------------------------- | ------------------------------------------- | ------------------------------------------- | ------------------------------------------- |
| 1864                                        | 1878                                        | 1890                                        | 1900                                        | 1911                                        | 1920                                        | 1930                                        | 1940                                        | 1950                                        | 1960                                        | 1970                                        | 1981                                        | 1991                                        | 2001                                        | 2011                                        |
| 714                                         | 695                                         | 668                                         | 616                                         | 254                                         | 507                                         | 519                                         | 631                                         | 673                                         | 782                                         | 615                                         | 461                                         | 446                                         | 404                                         | 307                                         |

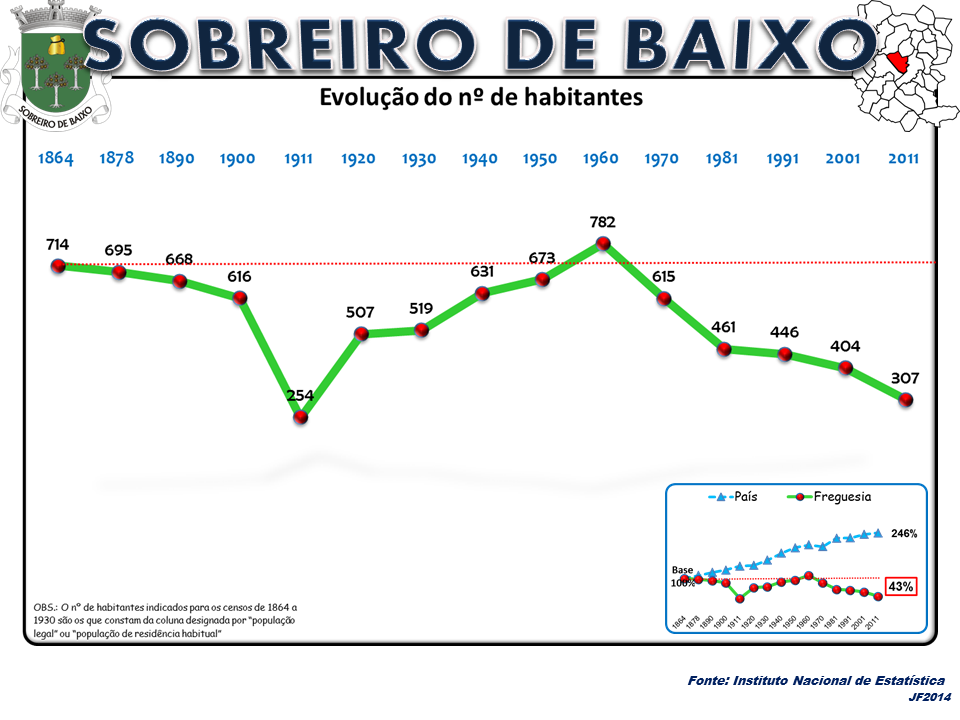
Evolução da População 1864 / 2011
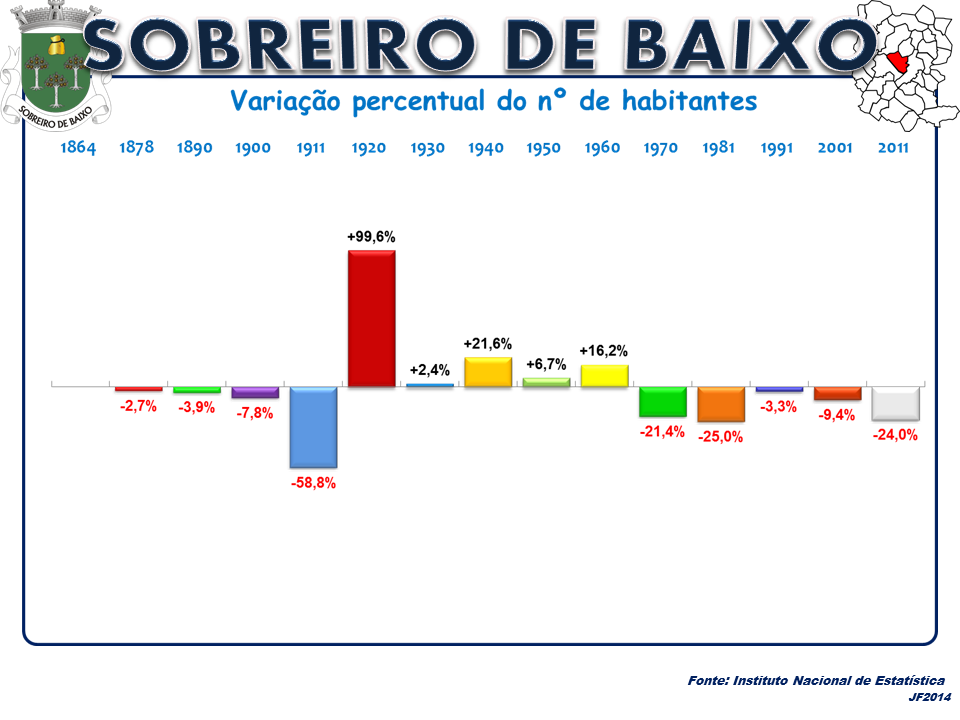
Variação da População 1864 / 2011
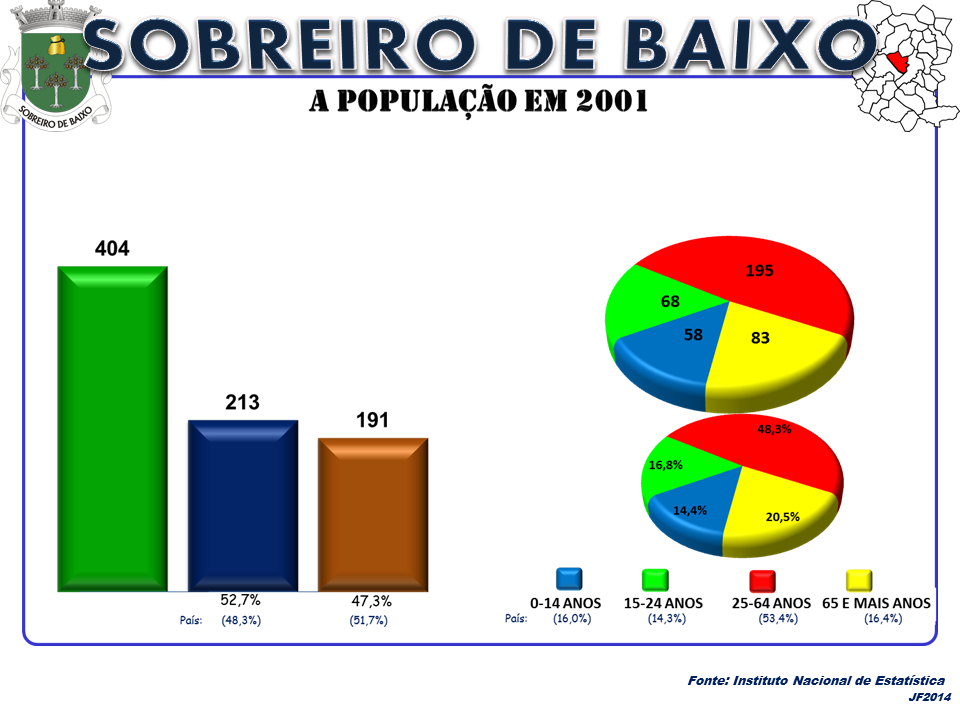
A População em 2001
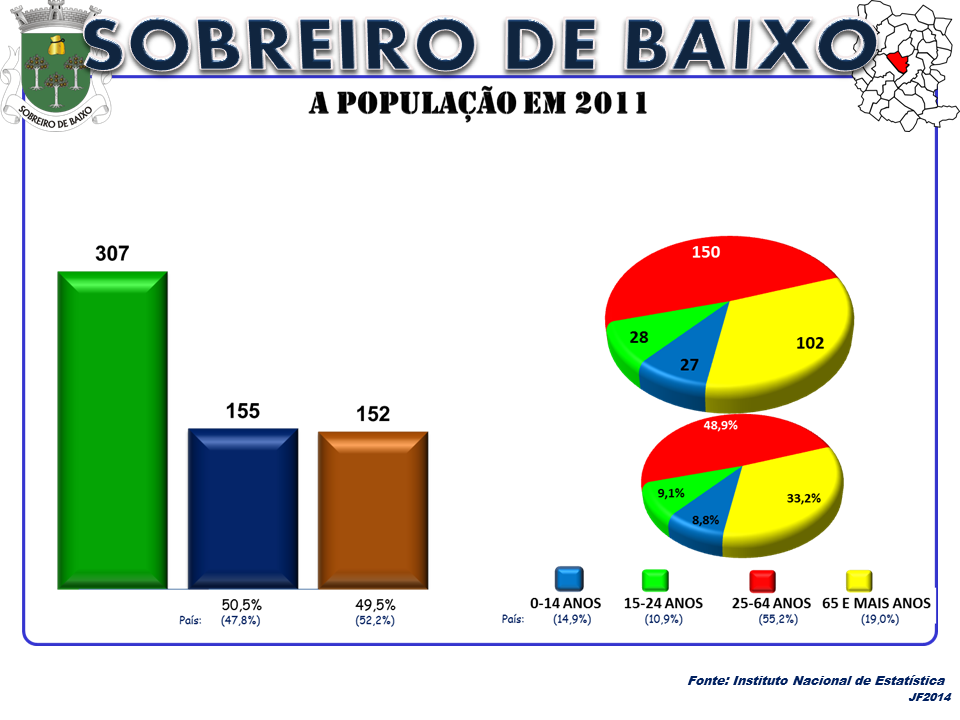
A População em 2011

## Património
- Igreja Paroquial de Sobreiró de Baixo;
- Capela de Castro;
- Capela de Soutelo;
- Capela de Cubelas;
- Capela de Santa Luzia;
- Capela de Santo Amaro.